# Vlag van Dronrijp

Vlag van Dronrijp

De vlag van Dronrijp is de dorpsvlag van het Nederlandse dorp Dronrijp, in de Friese gemeente Waadhoeke. De vlag werd in 2013 in de huidige vorm geregistreerd.

## Beschrijving
De beschrijving van de vlag is als volgt:
Een groene hijs van 1/3 vlaglengte met het gestileerde silhouet van de kerktoren van Dronrijp van de hoogte vanaf het kerkdak en gezien vanuit het zuiden, alles van wit; vijf even hoge banen van oranje, wit, oranje, wit en oranje.
De kleuren zijn afkomstig van het dorpswapen.

## Zie ook

Wapen van Dronrijp